# Ченстоховська ікона Божої Матері
Белзька ікона Богородиці (Ченстоховська), (пол. Obraz Matki Boskiej Częstochowskiej, Obraz Matki Bożej Jasnogórskiej, Obraz Czarnej Madonny, Częstochowska Ikona Matki Bożej, Częstochowska Ikona Bogarodzicy) — чудотворна ікона Богородиці, написана, за переказами, євангелістом Лукою в Єрусалимі на кришці стола Святого сімейства в Сіонській світлиці. Одна з найвідоміших і найшанованіших святинь Польщі і Центральної Європи. Шанується однаково католиками та православними. Через темний відтінок обличчя також відома як «Чорна Мадонна».
Ікона зберігається в монастирі паулінів Ясна Ґура, розташованому в польському місті Ченстохова.

## Опис
Ікона виконана на дерев'яній панелі розмірами 122,2 x 82,2 x 3,5 см. Належить до типу Одигітрія. Отрок-Христос сидить на руках Богородиці, правою рукою Він благословляє, а лівою — тримає книгу. На іконі залишилися кілька порізів, отриманих, ймовірно, від удару шаблею.

## Історія

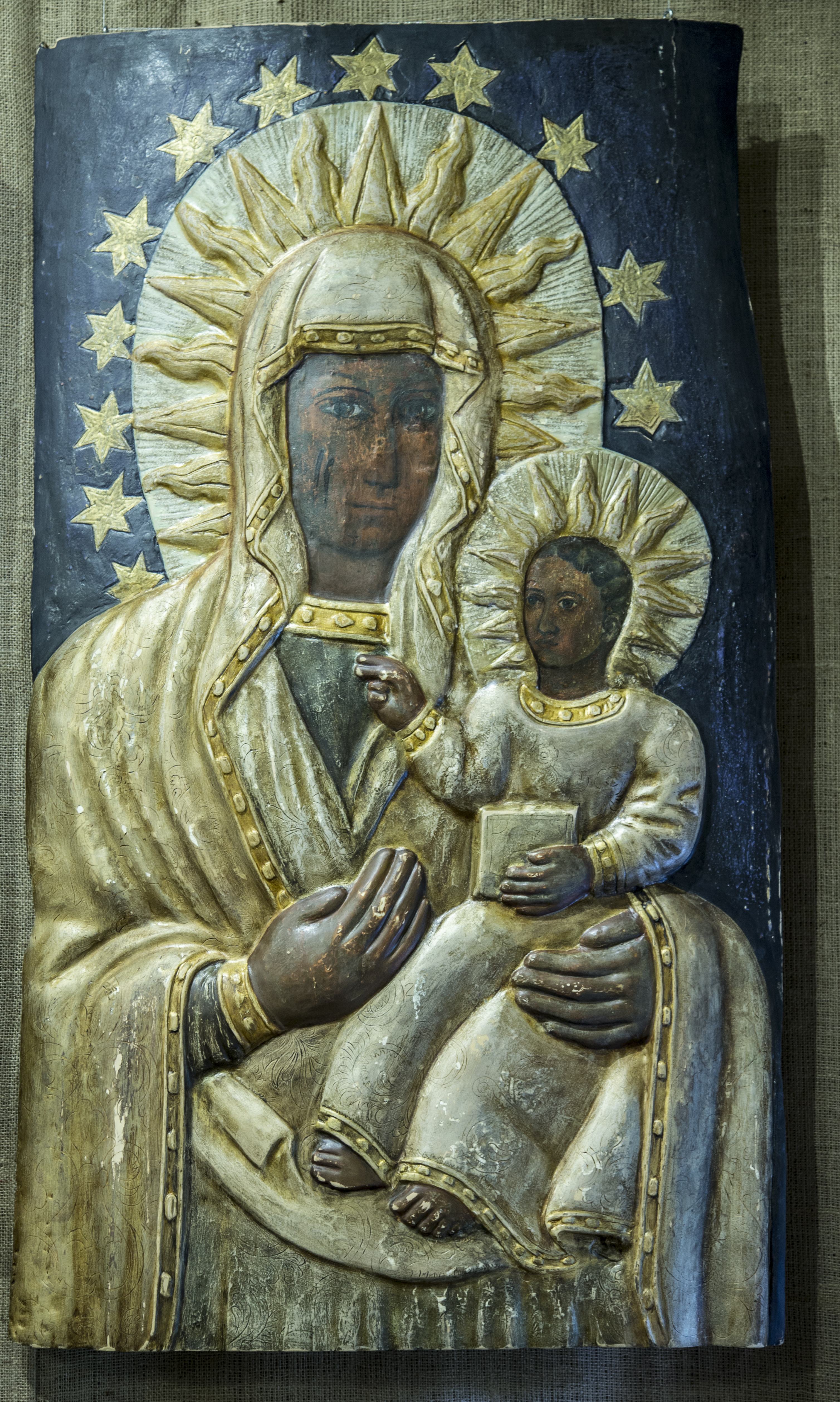
Образ Богородиці Ченстоховськоі, виконаний народними майстрами (не пізніше 1714). Барельєф, дерево. З колекції Музею української домашньої ікони в «Замку Радомисль»

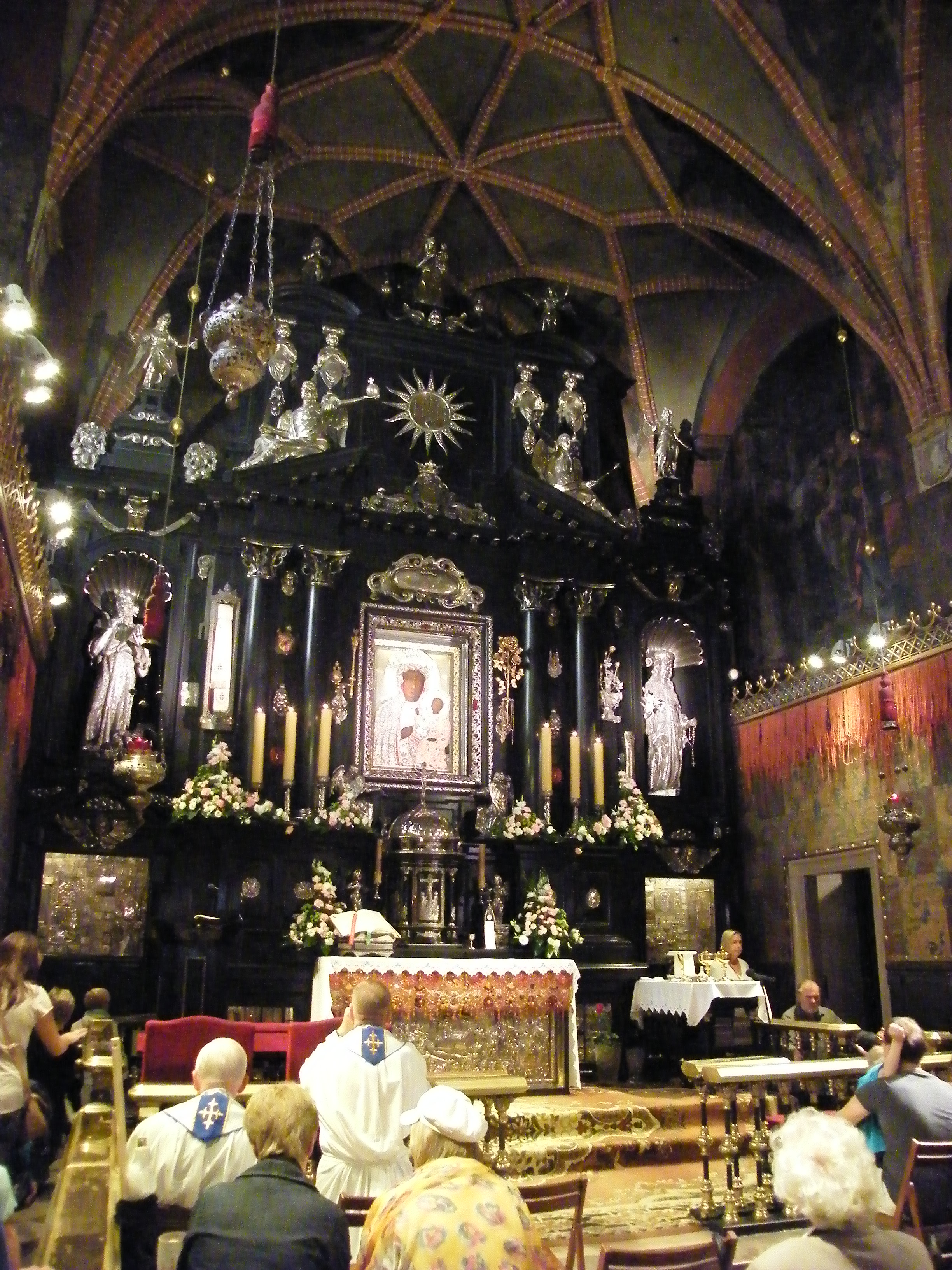

### Легендарні версії та наукові дані
Згідно з переказом, ікона Ченстоховської Божої Матері належить до тих, що писані євангелістом Лукою на дошках від столів. Це не відповідає науковим даним — перші ікони на дошках з'явилися не раніше IV ст.
Перекази також повідомляють, що 66–67 років під час нашестя римських військ на чолі з Веспасіаном і Титом християни втекли в містечко Пеллу. Разом з іншими святинями вони зберігали в печерах і цей образ Богоматері. 326 року, коли імператриця Олена здійснила релігійний тур до Єрусалиму для поклоніння святим місцям і знайшла Хрест Христовий, вона отримала в дар від християн цю ікону, привезла її до Константинополя і поставила в палацовій каплиці, де святиня перебувала впродовж п'яти століть.
1984 року польські дослідники Анна Ружицька-Бризек і Єжи Гадомський провели фундаментальний аналіз ікони. За їхніми даними, Богородиця Ченстоховська була перемальована щонайменше двічі й, відповідно, містить три шари письма, причому перший з'явився не раніше ХІІ–ХІІІ ст. Другий — середини або другої половини XIV ст., виник під впливом італо-венеційської традиції. Третій шар Ружицька-Бризек і Гадомський датують 1430—1434 роками, тобто часом, коли коштом короля Ягайла проводилися консервація і реставрація.
Остаточні висновки польських фахівців такі: ікона має безсумнівно візантійське походження, однак остаточно сформувалася під латинським, зокрема, італійським впливом.

### Ікона Руського королівства
Появу ікони, визнаної за чудотворну, на руських землях джерела фіксують другою половиною XII століття. За яких саме обставин, не уточнюється, але перед тим ікона ніби побувала в Болгарії, Моравії та Чехії. У другій половині ХІІІ століття король Русі Лев Данилович (1228–1301), син короля Данила, привіз її до Белза та з великою почестю помістив у Белзький замок під опікою православного духовенства. Бартоломей Зиморович у своїй праці «Потрійний Львів» стверджував, що король Лев Данилович віддав львівському монастирю святого Онуфрія на зберігання ікону Богородиці, мальовану нібито самим Лукою Євангелістом.
Після вигасання по чоловічій лінії галицької династії Рюриковичів, Руське Королівство захоплює (окуповує) Польське Королівство, очолюване династією Пястів. У 1382 році (за іншими даними — в 1377) сілезький князь Владислав Опольський, який тоді був Намісником Короля Руського Королівства, перевіз ікону з Белза спочатку до Львова, а потім до заснованого ним у 1352 році Ясногорського монастиря отців-паулінів у Ченстохові. З того часу Богородиця Белзька стала називатися Богородицею Ченстоховською.
Переказ повідомляє, що коли татари вдерлися на Русь і обложили замок Белз, князь Володислав, сподіваючись на допомогу Божої Матері, виніс святиню з церкви і поставив на міській стіні. Пронизаний ворожою стрілою, чудотворний образ зберіг назавжди сліди минулої крові. Шкідлива мла, що спустилася тоді на татарське військо, примусила їх зняти облогу замку і віддалитися в свої межі. Тоді Заступниця Небесна, з'явившись князеві уві сні, повеліла перенести чудотворну ікону на Ясну Гору Ченстоховську.

### В Ясногоірському монастирі. Профанація образу
На початку XV століття обитель пограбована гуситами. За однією з легенд, забравши всі монастирські скарби, вони хотіли викрасти і чудотворний образ, але невидима сила утримувала коней, і віз зі святинею не рушив з місця. У люті один із грабіжників скинув святу ікону на землю, а інший ударив шаблею по обличчю. Тут же справедлива кара спіткала всіх: першого розірвало на частини, у другого відсохла рука, інші впали як мертві або осліпли.
За іншою версією, яку, до речі, наводить відомий польський хроніст Ян Длугош, це зробили в 1430 році шляхтичі Якуб Надобний гербу Дзялоша і Ян Куропатва гербу Шренява, котрі, аби вилізти з боргів, викрали коштовності з монастиря, в тому числі здерли коштовний оклад з ікони, а потім пробили її мечем наскрізь, аби зіпхнути свій злочин на чехів.
З того часу на багатьох її списках Діву Марію зображують із двома шрамами на правій щоці. Хай там як, але дошка з образом тоді дуже сильно постраждала. Реставратори, які в 1430—1434 роках обстежували та відновлювали ікону коштом польського короля Владислава Ягайла, засвідчили, що на той момент від східної «грецької» традиції в іконі мало що залишилося.
Власну версію цього випадку наводить польський письменник Анджей Сапковський у трилогії «Саґа про Рейневана»: золоту оздобу було здерто князем Федором Острозьким, а порубано краківським єпископом Збіґнєвом Олесницьким, щоб показати гуситів «як слуг антихриста. Бо тільки, мовляв, слуги антихриста підіймають святотатську руку на символи і негідно їх калічать».

### Подальша доля ікони
У 1655 році, під час «шведського потопу» У середині XVII століття шведський король Карл Х Густав, узявши Варшаву та Краків, програв битву під Ченстоховським монастирем на Ясній Горі. Ясногорська обитель стала символом опору Речі Посполитої проти шведської навали, чим надихнула країну на спротив. Допомога і заступництво Цариці Небесної підбадьорили поляків, а король Ян II Казимир, повернувшись до Львова, оприлюднив маніфест, у якому доручав свою державу заступництву Божої Матері, називаючи Ченстоховський Її образ «Небесною Королевою Польщі». Війна з шведами в 1656 році закінчилася для Речі Посполитої успішно.
З другої половини XVII ст. ікону стали прикрашати спеціально виготовленими для неї змінними ризами.
Лицарі елітної кавалерії Речі Посполитої — крилаті гусари — мали на своїх кірасах, окрім традиційного лицарського хреста, образ Матері Божої Ченстоховської. Цей же образ прикрашав ринграфи (нагрудники) польських вояків часів Барської конфедерації та повстання Тадеуша Костюшка.
8 вересня 1717 року на підставі акту Папи римського Климента ХІ ікона була коронована і тим офіційно визнана чудотворною. Це був перший випадок коронації ікони поза Римом. У ніч з 22 на 23 жовтня 1909 року корони були викрадені. Повторна коронація відбулася 22 травня 1910 року на підставі акту папи Пія Х.
У 1813 році, коли російські війська увійшли в Ченстоховську фортецю, настоятель і братія піднесли генералові Сакену список (копію) з чудотворного образу. Згодом список з Чудотворної ікони був поставлений в Санкт-Петербурзі в Казанському соборі і був загублений після Жовтневого перевороту 1917 року.
В грудні 2012 року мала місце спроба псування ікони. Невідомий чоловік кинув в образ лампочками, наповненими чорною фарбою. На щастя, ікона не постраждала, а невідомого схопила охорона.

## Вшанування
Ікона Богородиці Ченстоховської шанується однаково католиками і православними, а також старообрядцями — переважно тими, які живуть у Польщі.
Ченстоховська ікона згадується в піснях українських лірників.
До Богородиці Ченстоховської звертаються по допомогу від припадків, інфекційних хвороб, вогнестрільних і від холодної зброї ран, глухоти і німоти. Митці звертаються до неї за натхненням.
День вшанування ікони у католиків — 26 серпня — був затверджений лише в 1931 році папою Пієм ХІ. Таким чином вшановується допомога чудотворної ікони Матер Божої у врятуванні Польщі від навали більшовиків, т.н.  "Диво на Віслі". З 15 серпня - свята  Успіння Діви Марії до 25 серпня 1920 року поляки разом з українськими загонами змогли зупинити і погнати геть московську армію. У православних Богородицю Ченстоховську вшановують 19 березня і 9 вересня.

## Копії
- Буцнівська чудотворна ікона Божої Матері зберігається в церкві Непорочного Зачаття Пречистої Діви Марії в селі Буцневі Тернопільського району Тернопільської області (Україна).
- Чудотворна ікона Матері Божої Тиврівської зберігається в Костелі св. Архангела Михаїла (Тиврів, Вінницька область, Україна)[7].
- Чудотворна ікона «Цариця Карпат», що знаходиться у Гошівському монастирі є копією Ченстоховської ікони[8].
- Чудотворна ікона "Надія Безнадійних" з  катедрального собору Успіння Пресвятої  Богородиці  м.Чернівці[9]